# Michał Chrapek
Michał Chrapek, né le 3 avril 1992 à Jaworzno, est un footballeur polonais évoluant au poste de milieu de terrain au Piast Gliwice.

## Carrière en club
Il rejoint le Victoria Jaworzno (en) en 2002. Il débute en professionnel avec le Wisła Cracovie qui le prête une saison au Kolejarz Stróże. 
En 2014, il signe en Italie au Calcio Catane. Après une saison en Italie, il revient en Pologne et signe au Lechia Gdańsk.

## Carrière internationale
Il évolue avec les équipes nationales dans les catégories de jeunes, des U-17 jusqu'au Espoirs.